# Leapmotor T03
Der Leapmotor T03 ist ein batterieelektrisch angetriebener viersitziger Kleinstwagen des chinesischen Elektroautoherstellers Leapmotor. 

## Geschichte
Im Mai 2020 kam der Leapmotor T03 in China auf den Markt. Ab Anfang 2023 wurde er als Pilotprojekt in Frankreich für rund 26.000 Euro verkauft.
Im Oktober 2023 bildete Leapmotor ein Joint Venture mit Stellantis, das im Juni 2024 die Vorserienproduktion bei Fiat in Tychy, Polen startete. Der T03 wurde dort zwischen September 2024 und März 2025 in Serie gebaut. Seit September 2024 ist der Wagen in acht weiteren Ländern Europas – darunter auch Deutschland, jedoch nicht Österreich und der Schweiz – erhältlich. Zum Verkaufsbeginn in Deutschland im Herbst 2024 kostete das Auto 18.900 Euro und war damit nach dem Dacia Spring das zweitgünstigste viersitzige Elektroauto auf dem Markt.

## Ausstattung
Die fünftürige Karosserie ist 3,62 m lang und hat vorn LED-Scheinwerfer. Die Länge entspricht in etwa der des VW up! oder des Dacia Spring. Der Kofferraum des T03 fasst ohne Umklappen der Rückbank 210 l. Der Elektromotor leistet in Frankreich 80 kW (109 PS) und hat ein Drehmoment von 158 Nm. Er treibt die Vorderräder an. Die Höchstgeschwindigkeit wurde auf 100 km/h begrenzt.
In Deutschland leistet der Motor 70 kW (95 PS) und die Höchstgeschwindigkeit beträgt 130 km/h.
Die Antriebsbatterie ist ein Lithium-Eisenphosphat-Akkumulator (LFP) mit einem Energieinhalt von 37,3 kWh. Gemäß WLTP sind 265 km Reichweite möglich. Die Rekuperation ist in drei Stufen einstellbar. Beim Schnelllader kann in 36 Minuten auf 80 Prozent geladen werden.
Das Armaturenbrett hat ein Multifunktionslenkrad und ein digitales Kombiinstrument sowie ein Infotainmentsystem mit 10,2-Zoll-Touchscreen. Die Steuergeräte werden mit Over-the-Air-Update (OTA) aktuell gehalten.
Auf dem chinesischen Markt ist der Wagen mit drei Kameras und zwölf Radarsensoren ausgestattet und erreicht beim Autonomen Fahren den Level 2. Es gibt den T03 dort außerdem als 40 kW (54 PS) und 55 kW (75 PS) starke Version. Diese haben ebenfalls einen Lithium-Eisenphosphat (LFP)-Batterie, wobei die 40-kW-Version einen Energieinhalt von 21,6 kWh und die 55-KW-Version einen Energieinhalt von 31,9 kWh hat. Damit ergibt sich eine Reichweite nach der CLTC-Norm von 200 km bzw. 310 km. Die Reichweite der 80-kW-Version wird nach dieser Norm mit 403 km angegeben.

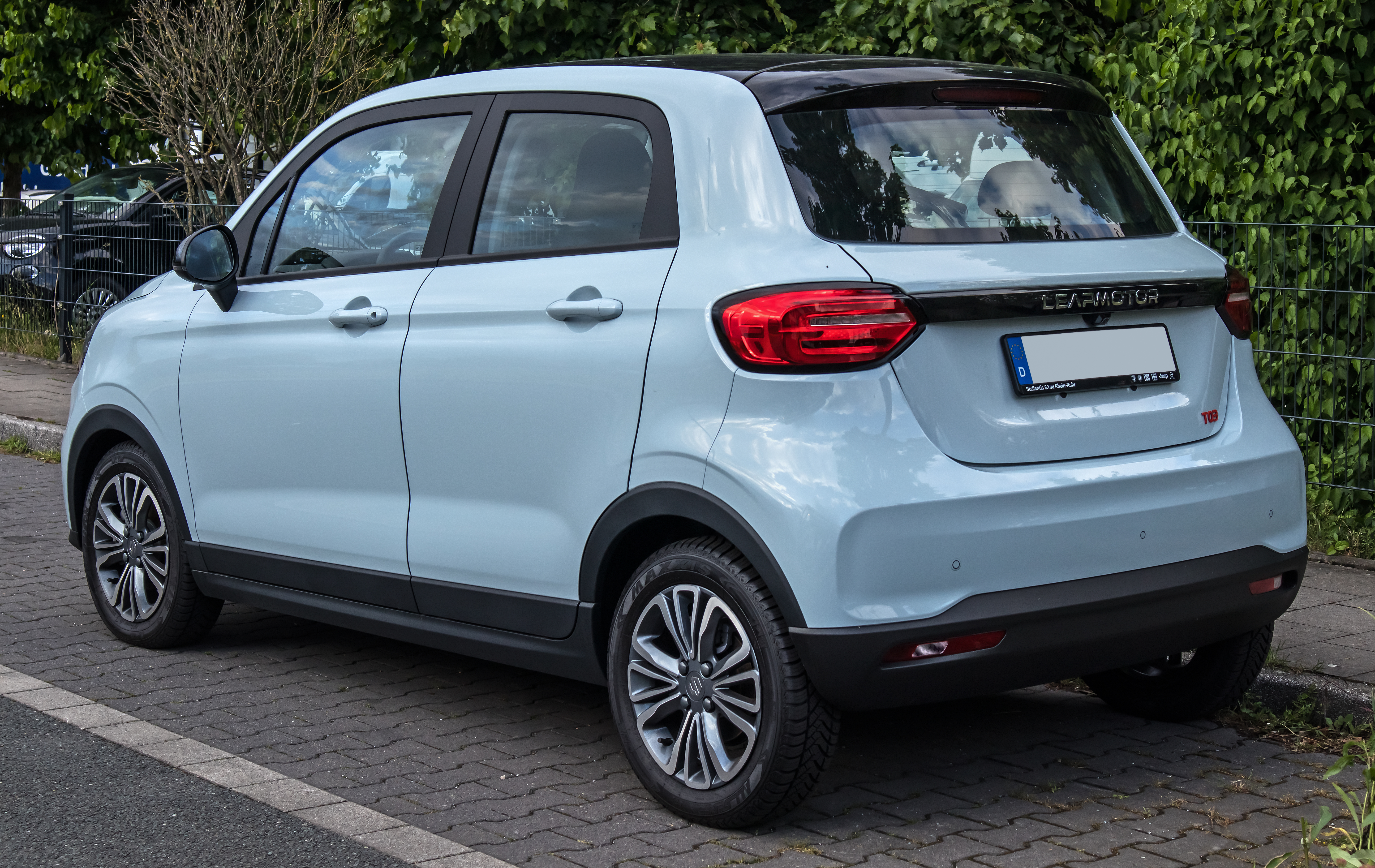
Heckseitenansicht
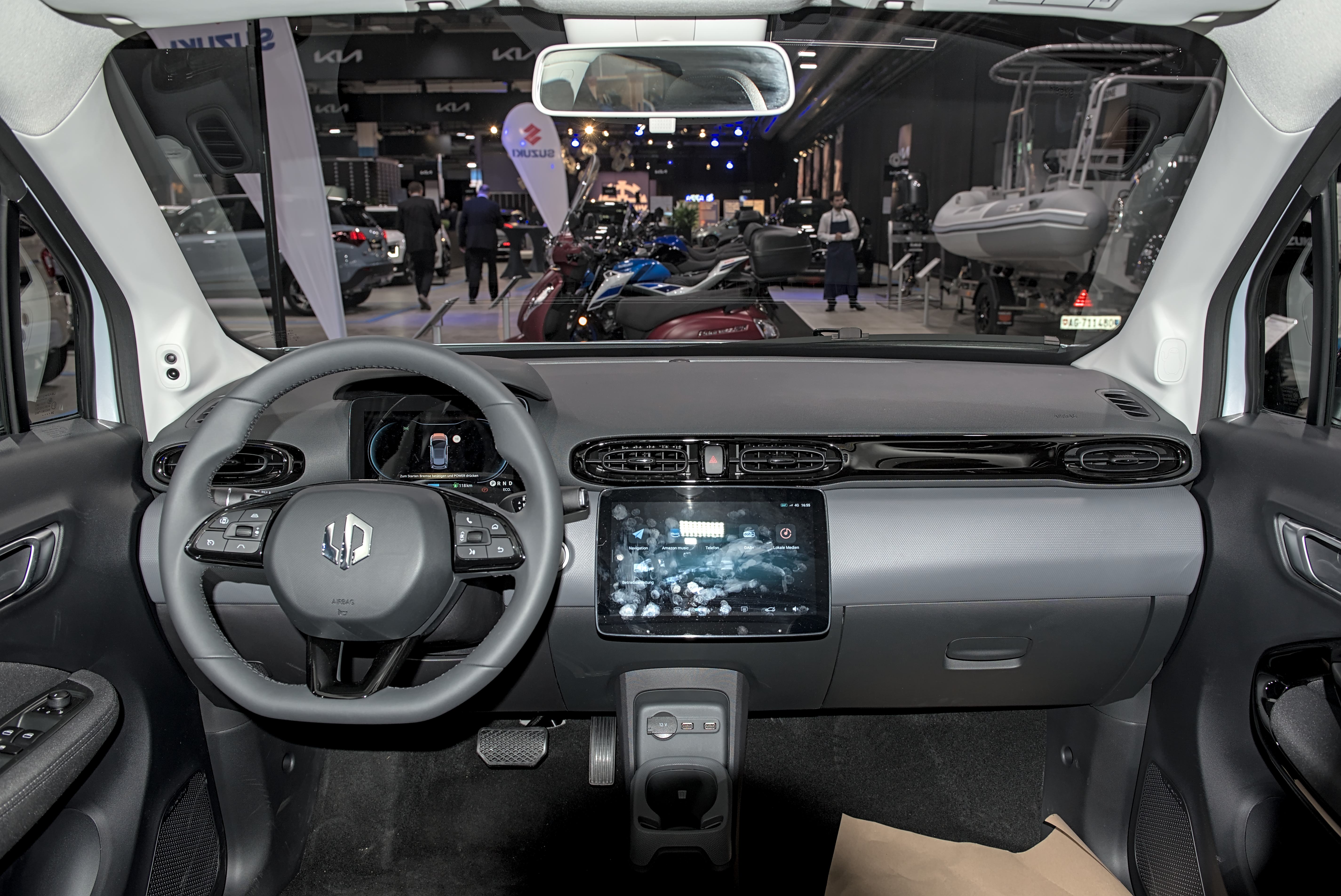
Innenraum

## Zulassungszahlen in Deutschland
Im ersten Verkaufsjahr 2024 sind in Deutschland 159 Leapmotor T03 neu zugelassen worden.
|  |

|  |

|  |

|  |

|  |

|  |

|  |

|  |

|  |

|  |

|  |

|  |

|  |

|  |

|  |

|  |

|  | Elektro |

|  | Elektro |